# FuelPHP
FuelPHP는 PHP로 작성된 오픈 소스 웹 애플리케이션 프레임워크로, HMVC 패턴을 구현한다.

## 역사
FuelPHP 프로젝트는 2010년 10월에 시작되었으며, 주요 기여자로는 해로 버턴, 젤머르 슈뢰더, 댄 호리건, 필립 스터전, 프랭크 드 용어가 있다. 2013년 11월에 스티브 웨스트가 개발팀에 합류했다. 필립 스터전과 댄 호리건은 코드이그나이터 프레임워크에 기여한 바 있다.

### 주요 릴리스
FuelPHP의 첫 번째 버전(FuelPHP 1.0)은 Fuel이라는 깃허브 저장소에서 개발되었다. 두 번째 버전(FuelPHP 2.0) 개발을 위해 FuelPHP라는 또 다른 깃허브 저장소가 생성되었다.
| 버전  | 출시일           |
| ----- | ---------------- |
| 1.0   | 2011년 7월 30일  |
| 1.0.1 | 2011년 8월 23일  |
| 1.1   | 2011년 12월 13일 |
| 1.2   | 2012년 5월 6일   |
| 1.3   | 2012년 9월 9일   |
| 1.4   | 2012년 11월 11일 |
| 1.5   | 2013년 1월 20일  |
| 1.6   | 2013년 5월 3일   |
| 1.7   | 2013년 10월 13일 |
| 1.8   | 2016년 4월 9일   |
| 1.9   | 2021년 12월 28일 |
| 2.0   | 날짜 미정        |

## 프로젝트 지침
프로젝트 지침은 다른 프레임워크의 최고의 아이디어를 기반으로 프레임워크를 구축하는 것이다. 프레임워크는 강력한 기능을 제공해야 하고, 작업하기 쉬워야 하며, 커뮤니티 개발자의 지향을 고려한 가벼운 코드베이스를 가져야 한다.

## 아키텍처 개요
- FuelPHP는 PHP 5.3으로 작성되었으며, 버전 1.x의 경우 최소 5.3.3 버전의 PHP가 필요하다.[24][25]
- Cascading File System (Kohana 프레임워크에서 영감): 클래스에서 사용되는 네임스페이스에 부분적으로 기반한 디렉터리 구조.[24]
- 유연성: 코어 프레임워크의 거의 모든 구성 요소를 확장하거나 교체할 수 있다.[26]
- 모듈성: 애플리케이션을 모듈로 나눌 수 있다.[27]
- 확장성: 추가 기능은 패키지를 통해 프레임워크에 추가될 수 있다.[2][24]

## 기능 개요
- URL 라우팅 시스템[3]
- RESTful 구현[3]
- HMVC 구현[2][3]
- 템플릿 구문 분석: Stags (특정 FuelPHP 템플릿 엔진) 및 머스테치 템플릿 엔진이 포함되어 있다. 마크다운, 스마티, 트위그, Haml, Jade 및 Dwoo] 템플릿 엔진용 드라이버[28]
- 폼[29] 및 데이터 유효성 검사[30] 기능[2]
- 객체 관계형 매퍼 (ORM)[2][31]
- 취약점 보호: 프레임워크는 출력을 인코딩하고, CSRF 보호, 사이트 간 스크립팅 보호, 입력 필터링 기능을 제공하며, SQL 삽입을 방지한다.[32]

- Auth 패키지는 인증 및 허가 애플리케이션 기능을 구축할 수 있는 구성 요소 세트를 제공한다.[33][34] Sentry는 FuelPHP를 위한 또 다른 인증 및 허가 패키지이다.
- 캐싱 시스템[35]

## 도구
- 프로파일링 및 디버그: PHP Quick Profiler 통합[36]
- 데이터베이스 마이그레이션 도구 (인기 있는 루비 온 레일즈 프레임워크에서 영감)[2]
- 스캐폴딩 (루비 온 레일즈 프레임워크에서 영감, Oil 패키지)[2]
- 작업 (명령줄을 통해 실행할 수 있는 작업)[3]
- 테스트: PHPUnit 통합 (Oil 패키지)[22]